# Steve Harris (acteur)
Steve Harris (Chicago, 3 december 1965) is een Amerikaans acteur.

## Biografie
Harris is een broer van acteur Wood Harris, en heeft de high school doorlopen aan de St. Joseph High School in Westchester (Illinois) (een privéschool voor toekomstige atleten). Zijn wens was om running back te worden en speelde voor Northern Illinois University waar hij ook drama studeerde. Zijn atletische carrière werd ruw gestopt door een enkelblessure. Hij haalde in 1992 zijn diploma en haalde hierna zijn Master of Fine Arts in theater aan de Professional Theatre Training Program van de University of Delaware in Delaware.
Harris begon in 1985 met acteren in de film Don't Mess with My Sister!. Hierna heeft hij nog meer rollen gespeeld in films en televisieseries. Hij is het meest bekend van zijn rol als Eugene Young met de televisieserie The Practice waar hij in 167 afleveringen speelde (1997-2004).

## Prijzen
- 2005 Black Movie Awards in de categorie Uitstekende Optreden door een Acteur in een Bijrol met de film Diary of a Mad Black Woman – genomineerd.
- 2005 Image Awards in de categorie Uitstekende Acteur in een Drama Serie met de televisieserie The Practice – genomineerd.
- 2004 Image Awards in de categorie Uitstekende Acteur in een Drama Serie met de televisieserie The Practice – gewonnen.
- 2004 Prism Awards in de categorie Optreden in een Drama Serie met de televisieserie The Practice – genomineerd.
- 2002 Image Awards in de categorie Uitstekende Acteur in een Drama Serie met de televisieserie The Practice – genomineerd.
- 2001 Image Awards in de categorie Uitstekende Acteur in een Drama Serie met de televisieserie The Practice – genomineerd.
- 2001 Screen Actors Guild Awards in de categorie Uitstekende Optreden door een Cast in een Drama Serie met de televisieserie The Practice – genomineerd.
- 2000 Image Awards in de categorie Uitstekende Acteur in een Drama Serie met de televisieserie The Practice – genomineerd.
- 2000 Emmy Awards in de categorie Uitstekende Acteur in een Drama Serie met de televisieserie The Practice – genomineerd.
- 2000 Screen Actors Guild Awards in de categorie Uitstekende Optreden door een Cast in een Drama Serie met de televisieserie The Practice – genomineerd.
- 1999 Screen Actors Guild Awards in de categorie Uitstekende Optreden door een Cast in een Drama Serie met de televisieserie The Practice – genomineerd.
- 1999 Emmy Awards in de categorie Uitstekende Acteur in een Drama Serie met de televisieserie The Practice – genomineerd.
- 1999 Image Awards in de categorie Uitstekende Acteur in een Drama Serie met de televisieserie The Practice – genomineerd.

## Filmografie

### Films
Uitgezonderd korte films.
- 2018 The First Purge - als Freddy
- 2017 Burning Sands - als Dean Richardson
- 2015 Chi-Raq - als oude Duke
- 2014 In Your Eyes - als Giddons
- 2013 Let the Church Say Amen - als Simon Jackson
- 2010 Takers – als luitenant Carver
- 2009 12 Rounds – als George Aiken
- 2008 Quarantine – als Scott Percival
- 2008 Ball Don't Lie – als Rob
- 2008 Good Behavior – als Will Stone
- 2007 Protect and Serve – als Dennis Harvey
- 2005 The Unseen – als Riy
- 2005 Diary of a Mad Black Woman – als Charles
- 2004 Death and Texas – als Bobby Briggs
- 2003 Bringing Down the House – als Widow
- 2002 Minority Report – als Jad
- 2001 Beyond the City Limits – als Troy
- 2000 The Skulls – als rechercheur Sparrow
- 2000 King of the World – als Sonny Liston
- 1999 The Mod Squad – als Briggs
- 1998 Nightmare Street – als rechercheur Miller
- 1998 Lovers and Liars – als FBI agent
- 1997 Lesser Prophets – als grote zwarte man die baksteen gooit
- 1997 George Wallace – als Neal
- 1996 The Rock – als soldaat McCoy
- 1994 Against the Wall – als Cecil
- 1993 Sugar Hill – als Ricky Goggles
- 1991 The Good Policeman – als Big Blue
- 1988 Seven Hours to Judgment – als chauffeur van Reardon
- 1985 Don't Mess with My Sister! – als radio-omroeper

### Televisieseries
Uitgezonderd eenmalige gastrollen.
- 2021 - 2024 Black Mafia Family - als rechercheur Bryant - 28 afl.
- 2022 - 2023 Winning Time: The Rise of the Lakers Dynasty - als dr. Thomas Day - 3 afl.
- 2021 Law & Order: Organized Crime - als Ellsworth Lee - 3 afl.
- 2020 Filthy Rich - als Franklin Lee - 10 afl.
- 2018 The Crossing - als Beaumont - 3 afl.
- 2014 Legends - als Nelson Gates - 10 afl.
- 2014 Justified - als Roscoe - 4 afl.
- 2012 Awake – als rechercheur Isaiah Freeman – 13 afl.
- 2009 – 2010 Friday Night Lights – als Vernon Merriweather – 6 afl.
- 2008 Eli Stone – als Jayson Turk – 3 afl.
- 2004 – 2006 The Batman – als rechercheur Ethan Bennett / Clayface – 11 afl. (animatieserie)
- 2006 Heist – als James Johnson – 6 afl.
- 1997 – 2004 The Practice – als Eugene Young – 167 afl.
- 1994 Heaven & Hell: North & South, Book III – als Magic Magee – 2 afl.

- Bibliothèque nationale de France: cb15553428z (data)
- International Standard Name Identifier: 0000 0000 4989 3429
- Library of Congress Control Number: nr2004020952
- Nationale Bibliotheek van Tsjechië: xx0152214
- Nationale Bibliotheek van Israël: 987007360939305171
- Virtual International Authority File: 66780452
- WorldCat: E39PBJdRtgQJKGR9d3g7kB7T73